# Hermann Albert Hesse
Hermann Albert Hesse (* 22. April 1877 in Weener; † 26. Juli 1957 in Velbert) war ein deutscher Pfarrer und evangelisch-reformierter Theologe.

## Leben und Wirken
Hesse studierte evangelische Theologie in Erlangen, Berlin, Greifswald und Tübingen und wurde 1901 bei Adolf Schlatter zum Lic. theol. promoviert. 1902 wurde er in Meiderich ordiniert und wechselte 1909 an die St.-Pauli-Kirche in Bremen. Seit 1916 Pfarrer in Elberfeld, übernahm er 1929 nebenamtlich die Leitung des dortigen Reformierten Predigerseminars. Im Frühjahr 1933 erarbeitete Hesse als Mitglied eines Dreierausschusses (mit dem hannoverschen Landesbischof August Marahrens und Hermann Kapler, Präsident des Evangelischen Oberkirchenrats der Evangelischen Kirche der Altpreußischen Union und des Kirchenausschusses des Deutschen Evangelischen Kirchenbundes) den Entwurf einer neuen Verfassung. Damit wollte man den Eingriffen der nationalsozialistischen Deutschen Christen zuvorkommen, kam aber ihren Wünschen nach einer von einem Reichsbischof geleiteten Reichskirche weit entgegen. Der Dreierausschuss schlug Pastor Friedrich Bodelschwingh für das Amt des Reichsbischofs vor, der sich aber nicht durchsetzen konnte.
Ab 1918 hatte Hesse die Schriftleitung der Reformierten Kirchenzeitung inne und trat 1921 in das Moderamen des Reformierten Bundes ein. Von 1934 bis 1946 war er Moderator des Reformierten Bundes. Ab 1934 übernahm er leitende Funktionen in der Bekennenden Kirche und wurde Mitglied des Reichsbruderrates bzw. nach 1945 des Bruderrats der EKD. 1937 gehörte er zu denen, die Die Erklärung der 96 evangelischen Kirchenführer gegen Alfred Rosenberg wegen dessen Schrift Protestantische Rompilger unterzeichneten. Am 8. Juni 1943 wurde er gemeinsam mit seinem Sohn Helmut Hesse verhaftet und am 13. November ins Konzentrationslager Dachau überstellt, in dem sein Sohn starb.
Bereits in der Zeit seiner fünf Monate dauernden Dachauer Haft wurde Pfarrer Hesse von der Kirchenleitung in den Ruhestand versetzt, verbunden mit den „besten Wünschen für einen gesegneten Lebensabend“. Nach Kriegsende wurde die Absetzung für rechtswidrig erkannt, eine Wiedereinsetzung in eine Pfarrstelle – Hesse war bei Kriegsende 68 Jahre alt – erfolgte allerdings nicht.
Hesse war nach der Freilassung zunächst in seine Geburtsstadt zurückgekehrt. Später siedelte er nach Velbert über. Sein Grab befindet sich auf dem Friedhof der Niederländisch-reformierten Gemeinde in Wuppertal-Elberfeld.
Hesse wurde 1925 von der Universität Bonn mit der theologischen Ehrendoktorwürde ausgezeichnet.

## Werke
- Dogmenfreies Christentum oder geistliche Bibelgeltung?, Elberfeld 1922.
- Göttliche und menschliche Anliegen. Betrachtungen über das Unser Vater, Elberfeld 1923.
- Warum halten wir am Heidelberger Katechismus fest?, Elberfeld 1925.
- Predigt über Galater 3,25–27, Barmen-Gemarke 1937.
- Die Judenfrage in der Verkündigung heute (Schriftenreihe der Bekennenden Kirche, 3), Stuttgart 1948.